# Orsinome jiarui
Orsinome jiarui là một loài nhện trong họ Tetragnathidae.
Loài này thuộc chi Orsinome. Orsinome jiarui được miêu tả năm 2003 bởi Zhu, Song & Zhang.